# Terriers - Cani sciolti
Terriers - Cani sciolti (Terriers) è una serie televisiva statunitense creata da Ted Griffin, che ha debuttato l'8 settembre 2010 su FX. La serie è stata cancellata dopo la prima stagione.
La serie è andata in onda in Italia su FX dal 1º aprile 2011.

## Trama
Ocean Beach, San Diego, California. L'ex poliziotto ed alcolista Hank Dolworth fa squadra col migliore amico Britt Pollack, ex criminale, aprendo un'agenzia investigativa non autorizzata.

## Personaggi e interpreti

### Personaggi principali
- Donal Logue: Henry "Hank" Dolworth
- Michael Raymond-James: Britt Pollack
- Laura Allen: Katie Nichols
- Rockmond Dunbar: Detective Mark Gustafson
- Jamie Denbo: Maggie Lefferts
- Kimberly Quinn: Gretchen Dolworth

### Personaggi secondari
- Loren Dean: Jason Adler
- Karina Logue: Stephanie "Steph" Dolworth
- Alison Elliott: Laura Ross
- Michael Gaston: Ben Zeitlin
- Daren Scott: Burke
- Alex Fernie: Swift
- Alex Berg: Blodgett
- Todd Fasen: Gunt
- Johnny Sneed: Professor Owens
- Craig Susser: Detective Ronnie Reynolds
- Stephen Frejek: Officer Robledo
- Zack Silva: Gavin
- Christopher Cousins

## Episodi
| Stagione       | Episodi | Prima TV originale | Prima TV Italia |
| -------------- | ------- | ------------------ | --------------- |
| Prima stagione | 13      | 2010               | 2011            |